# 52.º Batallón Aéreo de Reemplazo
El 52º Batallón Aéreo de Reemplazo (52. Flieger-Ersatz-Abteilung) fue una unidad militar de la Luftwaffe de la Alemania nazi.

## Historia
Fue formado el 1 de noviembre de 1938 en Halberstadt a partir del 27º Batallón Aéreo de Reemplazo. El 1 de abril de 1939 es reasignado al I Batallón de Instrucción del 52º Regimiento de Instrucción Aérea.

## Comandantes
- Mayor General Herbert Kettner (1 de noviembre de 1938 - 1 de abril de 1939)